# Combretum molle
Combretum molle, es una especie de árbol del género Combretum originario de Sudáfrica.

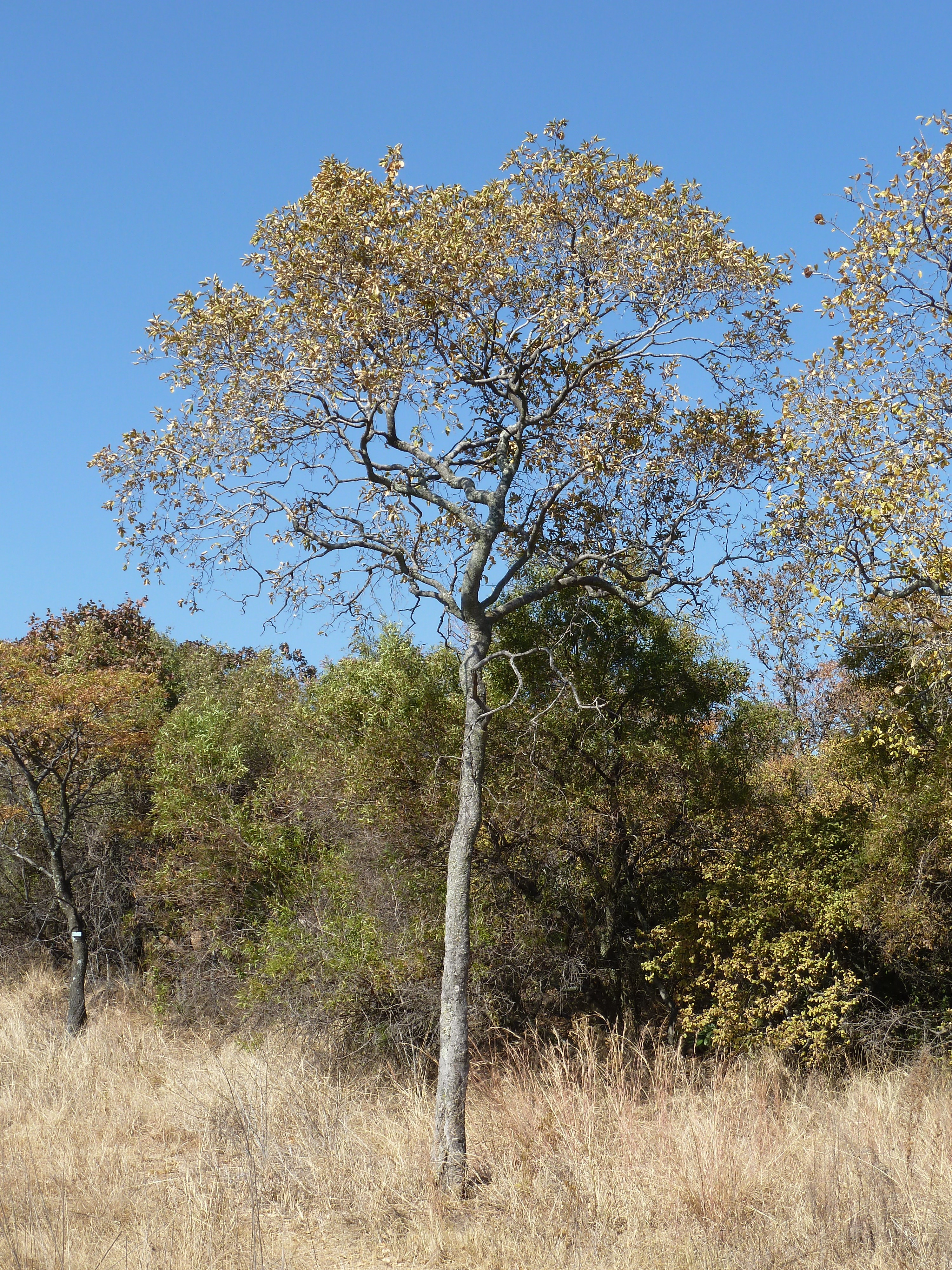
En su hábitat

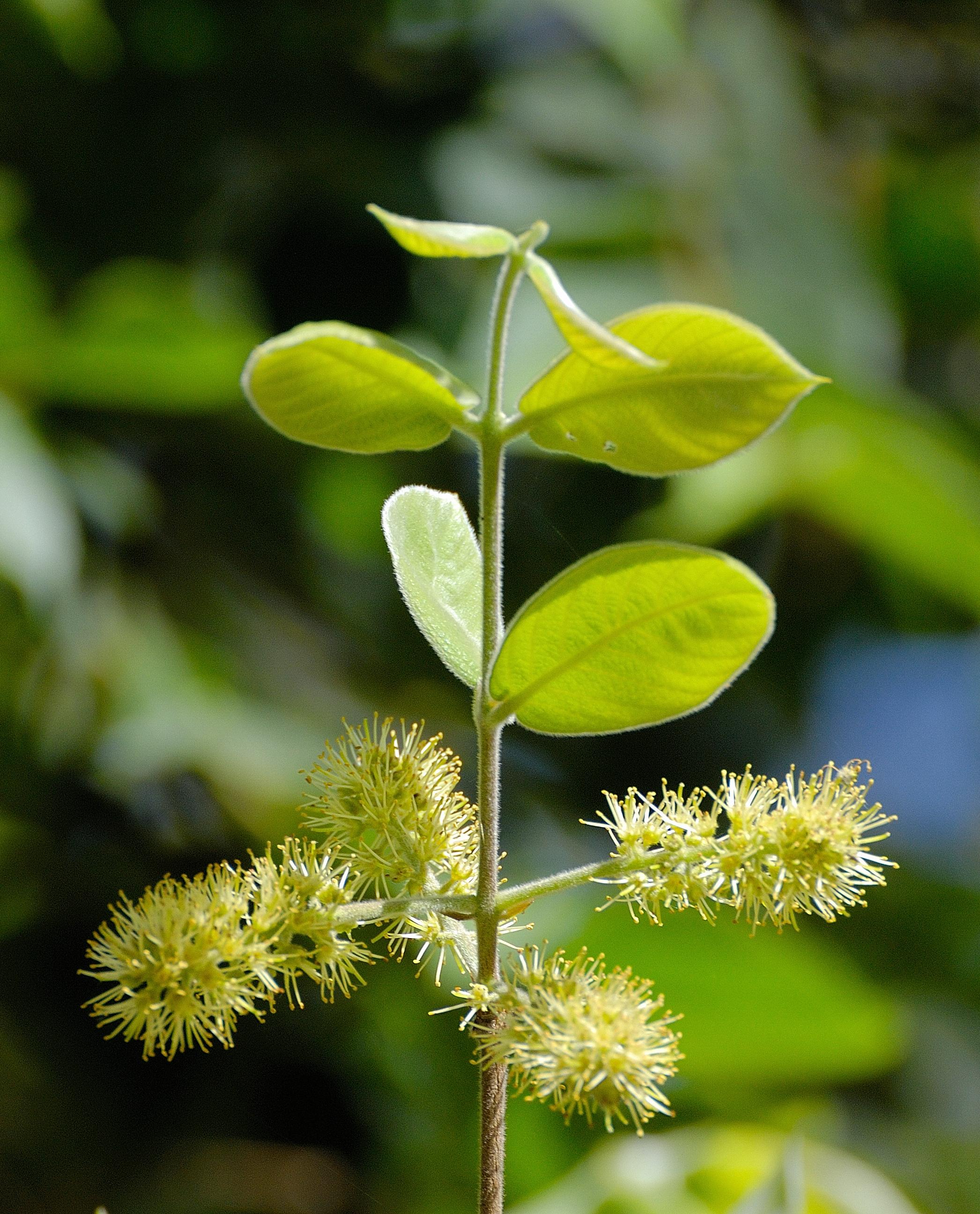
Inflorescencias y hojas

## Descripción
Es un pequeño o mediano árbol que tiene un aspecto grisáceo. Se encuentra al norte del río Vaal y en KwaZulu-Natal. Crece en bosques abiertos o pastizales protegidos en lugares rocosos. Las flores son de color amarillo pálido y fuertemente olorosas para atraer a los insectos. Las hojas suelen estar cubiertas de pelo corto aterciopelado. 

## Ecología
Las larvas de Parosmodes morantii y Acalyptris molleivora se alimentan de C. molle. 

## Propiedades
Se registra que contiene antioxidantes tales como punicalagina, que se encuentra también en otros Myrtales granadas como Punica granatum, una planta de alguna manera relacionada. También contiene saponinas 1 alfa-hydroxycycloartenoid, ácido mólico glucósido y el ácido mólico 3β-D- xilósido.
Los extractos de la corteza de C. molle se muestra antibacteriano y antifúngico, así como en actividades in vitro antiprotozoarios. El glucósido ácido mólico muestra efectos cardiovasculares.

## Taxonomía
Combretum molle fue descrita por R.Br. ex G.Don y publicado en Transactions of the Linnean Society of London 15: 431. 1827.
Sinonimia
- Combretum ankolense Bagsh.
- Combretum arbuscula Engl. & Gilg
- Combretum arengense Sim
- Combretum atelanthum Diels
- Combretum boehmii Engl.
- Combretum dekindtiana Engl.
- Combretum deserti Engl.
- Combretum ellipticum Sim
- Combretum ferrugineum A.Rich.
- Combretum galpinii Engl. & Diels
- Combretum gondense F.Hoffm.
- Combretum griseiflorum S.Moore
- Combretum gueinzii Sond.
- Combretum hobol Engl. & Diels
- Combretum holosericeum Sond.
- Combretum holtzii Diels
- Combretum insculptum Engl. & Diels
- Combretum lepidotum A.Rich.
- Combretum microlepidotum Engl.
- Combretum nyikae Engl.
- Combretum obtusatum Engl. & Diels
- Combretum petitianum A.Rich.
- Combretum punctatum A.Rich.
- Combretum quartinianum A.Rich.
- Combretum rochetianum A.Rich. ex A.Juss.
- Combretum schelei Engl.
- Combretum schimperianum A.Rich.
- Combretum sokodense Engl. ex Diels
- Combretum splendens Engl.
- Combretum tenuispiscatum Engl.
- Combretum trichanthum Fresen.
- Combretum ulugurense Engl. & Diels
- Combretum velutinum DC.
- Combretum welwitschii Engl. & Diels
- Terminalia hirta Steud. ex A.Rich.[7][8]